# Louisa (corsaire)
Pour les articles homonymes, voir Louisa (navire).

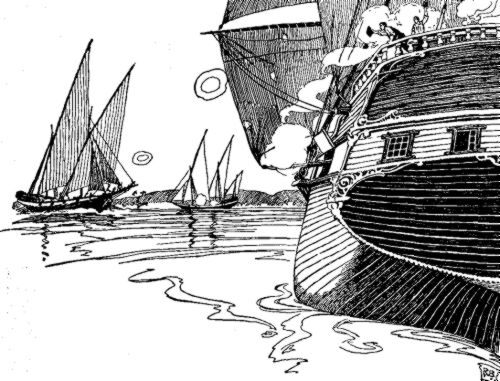
Le Louisa tire sur les corsaires français depuis Algeciras.

Le Louisa était un navire marchand américain qui s'est fait connaître en 1800 alors qu'il naviguait comme corsaire à partir de Philadelphie, en Pennsylvanie, pendant la quasi-guerre avec la France.
Les propriétaires du Louisa avaient obtenu une lettre de marque qui autorisait son capitaine à agir contre les navires marchands français pendant la guerre. Il est armé de douze canons de 6 livres et a un équipage de trente marins et officiers.
En août 1800, plusieurs corsaires français partis d'Algésiras, dans le sud de l'Espagne, l'attaquent au large de Gibraltar. Son capitaine, Thomas Haggard (ou Thomas Hoggard), est blessé et ramené dans sa cabine. Après que le Louisa a repoussé l'attaque, Haggard est ramené à terre à Gibraltar, où il meurt.
L'USS Haggard (DD-555) a été nommé en l'honneur de la bravoure du capitaine et de l'équipage du Louisa lors de l'action au large de Gibraltar.

## Citations et références

### Citations
1. ↑  Abbot, American Merchant Ships and Sailors, p. 42: "Instantly the gun was run out and discharged".
2. ↑  Hall, "Recollections of a Voyage to Italy", p. 210: "Il s'agissait du Louisa, une lettre de marque, armé de douze canons, mais semblant en avoir dix-huit, dont six étaient ce que les marins appelaient des Quakers, c'est-à-dire des canons très pacifiques, faits de bois. Il était commandé par Thomas Hoggard et avait un équipage de trente hommes."
3. ↑  Maclay, A History of the United States Navy, pp. 207-208.
4. ↑  Pennsylvania Magazine of History and Biography, p. 360: "DEATHS ... Issue of November 29, 1800 ... À Gibraltar, le capitaine Thomas Hoggard, du navire Louisa, de Philadelphie, a succombé aux blessures qu'il avait reçues lors de son combat contre plusieurs corsaires et barges pirates."

## Source
- (en) Cet article est partiellement ou en totalité issu de l’article de Wikipédia en anglais intitulé « Louisa (Quasi-War privateer) » (voir la liste des auteurs).